# Bataille de Wilton
Batailles
La bataille de Wilton se déroule le 1er juillet 1143 à Wilton, dans le cadre de l'Anarchie, une guerre civile qui oppose les partisans du roi d'Angleterre Étienne de Blois à ceux de la prétendante Mathilde l'Emperesse. Les troupes du roi sont battues, mais il échappe de justesse à la capture.

## Contexte
La guerre civile éclate en 1138. Au bout de quelques années de conflit, les deux camps en viennent à éviter les batailles rangées et concentrent leurs forces sur la prise des forteresses ennemies,.
En 1143, le roi Étienne entreprend une campagne pour renforcer ses positions dans le sud-ouest de l'Angleterre. Son objectif est le port de Wareham, dans le Dorset, par lequel passent les communications des partisans de Mathilde avec le duché de Normandie. La ville étant trop bien défendue pour qu'il puisse s'en emparer, il se dirige vers Salisbury. Il prend au passage le contrôle de l'abbaye de Wilton, où il s'installe pour attendre des renforts de Winchester,.

## La bataille
D'après Gervais de Canterbury, qui écrit dans les années 1180, la bataille se déroule le 1er juillet 1143. La Gesta Stephani (en), une chronique contemporaine des faits, se contente de la situer après le siège d'Oxford, qui prend fin en décembre 1142,.
Robert de Gloucester, le chef des armées de Mathilde en Angleterre, lance une attaque surprise sur l'abbaye de Wilton au coucher du soleil. Étienne tente de briser l'encerclement de ses troupes, mais il est repoussé par une charge de cavalerie adverse. Dans l'obscurité de la nuit, il parvient à s'échapper de l'abbaye en flammes, tandis que son intendant Guillaume Martel (en) mène une lutte d'arrière-garde pour retarder ses poursuivants,.

## Suites
Après la bataille, les troupes de Robert se livrent au pillage dans la ville de Wilton.
En guise de rançon pour la libération de Guillaume Martel, Étienne cède à ses adversaires le château de Sherborne, l'une des principales forteresses qu'il contrôle encore dans la région,. La position des partisans de Mathilde en sort renforcée, mais la guerre entre alors dans une impasse : ils sont incapables de progresser plus loin, mais Étienne est incapable de les mater.